# قائمة جسور فرنسا

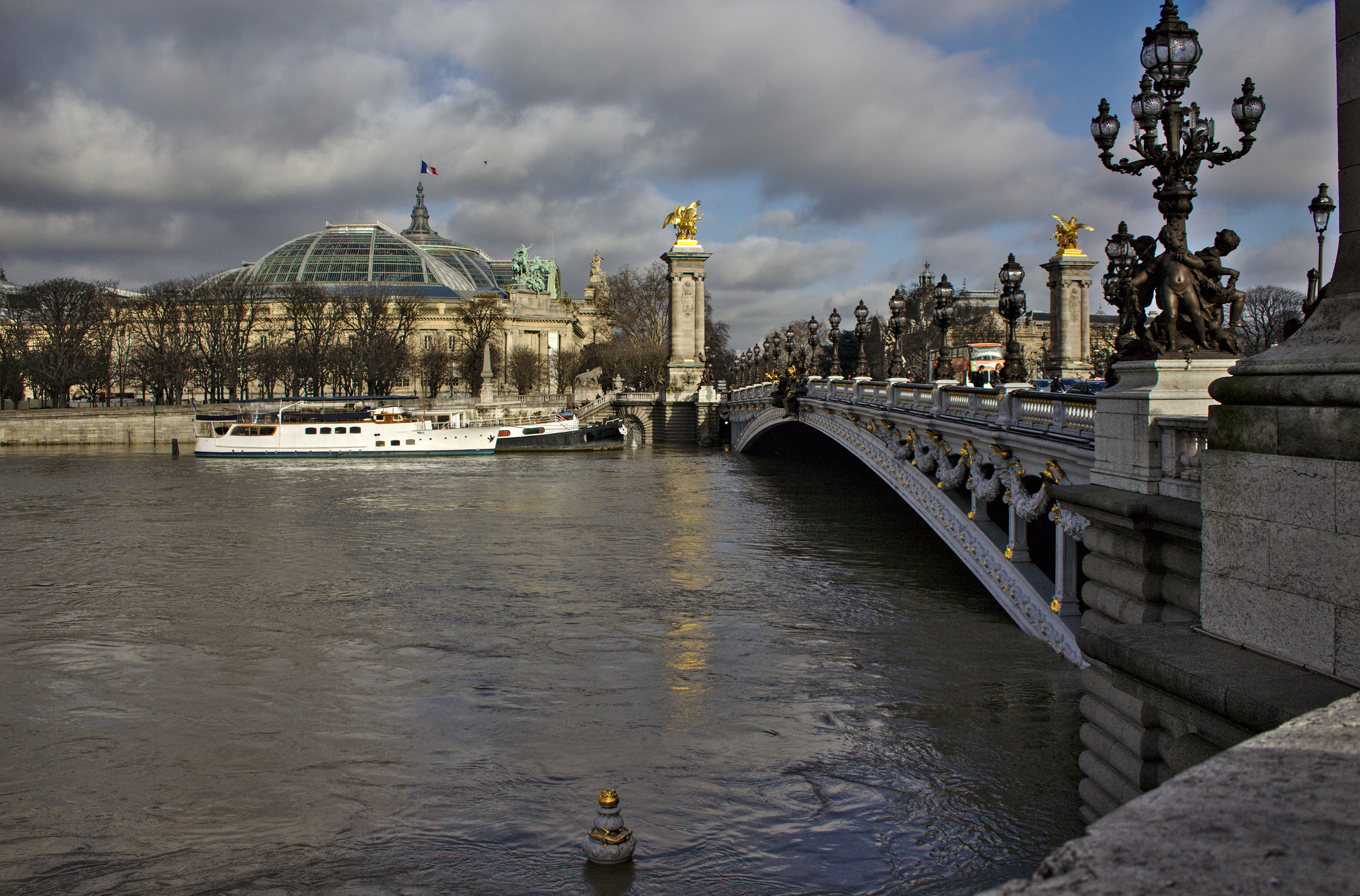
جسر ألكسندر الثالث

الجسر أو القنطرة (ج القناطر) هو مُنشأ يُستخدم للعبور من مكان إلى آخر بينهما عائق.

## قائمة الجسور فرنسا
تحتوي هذه القائمة على أسماء الجسور في فرنسا.
- بونت دي غار

- جسر ألكسندر الثالث
- جسر ألما
- جسر الفنون
- جسر ميرابو (باريس)
- جسر ميلو
- جسر نف

- قناة سيس